# Klassmedvetande
Klassmedvetande innebär i marxistisk teoribildning att medlemmar av proletariatet, eller arbetarklassen, förstår sin gemensamma position och intressen som en klass i förhållande till bourgeoisin eller kapitalistklassen. Detta medvetande kan leda till en gemensam kamp för att förbättra deras ekonomiska och sociala ställning, och potentiellt även till omvandlandet av samhället till ett klasslöst samhälle där alla har lika rättigheter och möjligheter.
Grunden för klassmedvetandet är att de som äger de produktiva resurserna (såsom jord, fabriker och maskiner) har motsatta intressen till de människor som säljer sin arbetskraft för att kunna försörja sig, eller rent av överleva. Denna konflikt kan manifestera sig i form av klasskamp, där klassmedvetande spelar en central roll. Genom att förstå sin gemensamma position och intressen som en klass, kan människor som försörjer sig genom att lönearbeta organisera sig och kämpa för att förbättra sin situation.